# Nokia 1208
El Nokia 1208 es un teléfono móvil GSM de gama baja vendido por la empresa finlandesa Nokia bajo su serie Ultrabasic. El teléfono fue anunciado en mayo de 2007. Es muy similar al Nokia 1200, la diferencia es la pantalla a color. El teléfono vendió 100 millones de unidades, lo que lo convierte en uno de los teléfonos más exitosos hasta la fecha, junto con el Nokia 1200, que vendió 150 millones de unidades.

## Características
- GSM Gama Dual 900 / GSM 1800
- Lanzamiento: enero de 2008
- Batería: Li-Ion 700 mAh (BL-5CA)
- Stand-By: Hasta 365 h
- Tiempo de Conversación: Hasta 7 h
- Pantalla: CSTN 96 x 68 pixeles y 65k colores
- Tamaño: 102 x 44.1 x 17.5 mm
- Peso: 77 g
- Ringtones: Polifónicos (32 Canales) y AAC
- Juegos: 3 preinstalados: Snake Xenzia, Soccer League y Nature Park